# Arrecife de Supply
El Arrecife de Supply (en inglés: Supply Reef) es un arrecife sumergido circular de origen volcánico en la cadena de Islas Marianas del Norte (un territorio estadounidense), a unos 10 kilómetros (6 millas) al noroeste de las islas Maug. Actualmente esta montaña submarina ígnea está a aproximadamente 8 metros (26 pies) por debajo de la superficie del océano y posee cerca de 100 m (300 pies) de diámetro.